# Lansdowne (Indie)
Lansdowne – miasto w północnych Indiach w stanie Uttarakhand, na pogórzu Himalajów Małych.
Populacja miasta w 2001 roku wynosiła 7902 mieszkańców.